# 정서연
정서연(2014년 2월 2일 ~ )는 대한민국의 배우이다.

## 출연 작품

### 드라마
- 2019년 MBC 토요 특별기획 드라마 《황금정원》 ... 이사랑 역
- 2020년 tvN 가정의 달 특집 월화드라마 《외출》 ... 유나 역
- 2020년 tvN 수목 미니시리즈 《악의 꽃》 ... 백은하 역
- 2021년 MBC 수목 미니시리즈 《오! 주인님》
- 2022년 tvN 수목 미니시리즈 《킬힐》
- 2023년 KBS2 주말연속극 《진짜가 나타났다!》 ... 오수겸 역
- 2023년 넷플릭스 드라마 《너의 시간 속으로》... 한준희 아역
- 2023년 SBS 금토드라마 《7인의 탈출》... 에리카 역
- 2024년 SBS 금토드라마 《7인의 부활》... 에리카 역
- 2024년 KBS2 주말연속극 《다리미 패밀리》 ... 남봄 역

### 영화
- 2021년 영화 《내겐 너무 소중한 너》 ... 은혜 역